# Abay (Huesca)
Abay (en aragonés Abai) es una localidad española perteneciente al municipio de Jaca, en la Jacetania, en la provincia de Huesca, Aragón.
Desde el punto de vista eclesiástico, pertenece a la diócesis de Jaca.

## Geografía
Pertenece a la comarca de la Solana, en el piedemonte de los Pirineos, a 8 kilómetros de Jaca. Está a 775 metros de altitud, en un terreno llano, lo que ha permitido que sus casas se encuentren dispersas, al tiempo que la parroquia sirve de punto de referencia en el plano urbano. Está orientado al sur y domina la llanura que desciende al río Aragón, particularmente apta para el cultivo de cereal.

### La Solana
Esta comarca se encuentra al oeste de Jaca, en un piedemonte orientado hacia el sur, de donde procede su denominación "Solana", que configura una amplia llanura idónea para el cultivo de cereal que únicamente se rompe por la existencia de "coronas" (altozanos). Está regada por los ríos Estarrún y Lubierre que la recorren de norte a sur hasta desembocar en el Aragón que fluye de este a oeste, en dirección a Berdún. 
Configura un espacio natural adecuadamente conservado, por este motivo está declarado como Lugar de Importancia Comunitaria (LIC), Espacio protegido incluido en la Red Natura 2000 y Zona de Especial Protección para las Aves (ZEPA), en la que anidan el aguilucho lagunero y el cenizo, el milano negro y el real, el cernícalo, el martín pescador, el alcaudón real o el escribano hortelano

## Toponimia
Abay aparece citada en la documentación histórica a partir de 1042 como Abagi, Auai, Auay, Auaye, Avay, Avagi y Avaye.

## Historia
La primera referencia documental de Abay se remonta a 1030. En el siglo XI era propiedad del rey de Aragón que la dejaba en régimen de "tenencia" a distintos señores feudales, que disfrutaban de ella en calidad de "tenientes". En el 1057 su señor era Atón de Abay, quien en esa fecha ofreció al monasterio de San Juan de la Peña cinco sueldos de plata por la salvación de su alma y pasando sus casas tras su muerte a ser propiedad del  conde Sancho Galíndez, señor de Atarés quien a su vez a finales de ese siglo donó varias de esas propiedades que tenía en Abay a los monasterios de San Juan de la Peña y Santa María de Iguácel. 
A finales del siglo XII la iglesia de Abay dependía de la catedral de Jaca. En el siglo XIII estaba bajo la jurisdicción del arcedianato de Laurés. En 1571, cuando se restauró la diócesis de Jaca, fue incorporada a ella.

## Demografía
| Gráfica de evolución demográfica de Abay entre 1842 y 1940 |
| |
| Población de derecho según los censos de población del INE Población de hecho según los censos de población del INEEntre el censo de 1857 y el anterior, crece el término del municipio porque incorpora a Ascara Entre el censo de 1877 y el anterior, crece el término del municipio porque incorpora a Banaguás Entre el censo de 1950 y el anterior, este municipio desaparece porque se agrupa en Banaguás |

| 105           | 546 | 476 | 436 | 488 | 462 | 442 | 516 | 505 | 42 |
| (Fuente: INE) |     |     |     |     |     |     |     |     |    |

## Administración y política
En 1836, tras la desamortización de Mendizábal, pasó de ser dominio eclesiástico a municipio independiente, que en 1845 absorbió al de Ascara, para en 1865 incorporar los de Banaguás y Guasillo y, finalmente, en 1944, los de Araguás de Solano y Caniás para después en 1963 ser todos ellos incorporados a Jaca.
El municipio de Jaca tiene considerable extensión y por este motivo está dividido en seis unidades. Abay pertenece a la unidad de La Solana, de la que también forman parte las poblaciones vecinas de Ascara, Asieso, Banaguás, Novés, Araguás del Solano, Caniás y Guasillo.

## Patrimonio

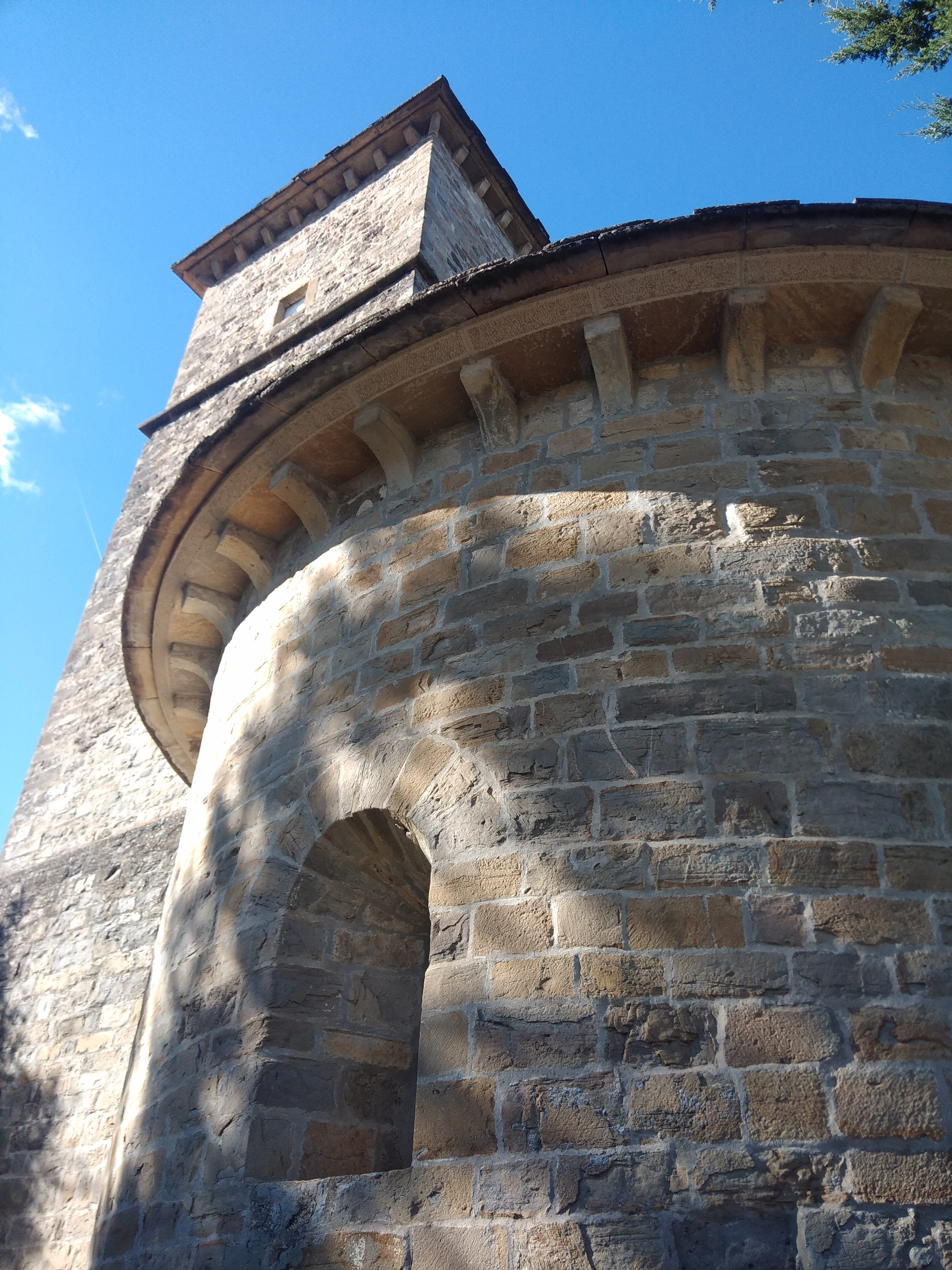
Iglesia de San Andrés. Ábside románico y torre del

### Iglesia deSan Andrés
La primitiva iglesia románica era de planta rectangular, de una sola nave que acaba en un ábside semicircular con una ventana de doble derrame, que se ha conservado. No presenta motivos decorativos. La cubierta era de madera. Adosado al muro sur se encontraba una dependencia también cerrada por un ábside semicircular, aunque de menor tamaño que el de la nave central, que conserva el altar primitivo. No se advierte desde el exterior pues está en la base de la torre que se levanta sobre él. Esta construcción aneja a la nave central es poco frecuente en el románico. En el muro oeste, a los pies de la nave, se abre una pequeña puerta con arco de medio punto.
En el siglo XVI se produjo una radical reforma y ampliación del templo, al que se le dotó de tres naves, se levantó el coro alto al pie del templo, y se construyó la actual portada (lleva la fecha de 1757), de estilo clasicista, con arco de medio punto y pilastras toscanas, todo ello rematado por un entablamento recto.
En el siglo XVIII se cubrió con bóvedas de medio cañón con lunetos y se recreció la torre, que se levanta sobre el ábside románico meridional, dotándola de tres cuerpos, tal y como se conserva actualmente.
Fue restaurada en 1987 y, con este motivo, se suprimieron los edificios que se habían construido anejos al templo.
La parroquia conserva piezas de interés, como una teca (caja para reliquias); los restos de una cruz procesional, de la que se afirma que es la más antigua de Aragón; y restos del crismón de la primitiva iglesia románica. Los tres elementos se descubrieron con motivo de las obras de restauración. Las tres piezas se datan a finales del siglo XII. Custodia, además, pinturas murales góticas procedentes del despoblado de Huértalo. Destaca especialmente una talla de madera policromada de la Virgen, sedente, con el Niño en su rodilla izquierda en actitud de bendecir; presenta rasgos románicos a los que se suman otros góticos, por lo que se ha datado a finales del siglo XIII y ha sido clasificada como una escultura románica tardía. Procede de la ermita de la Asunción.

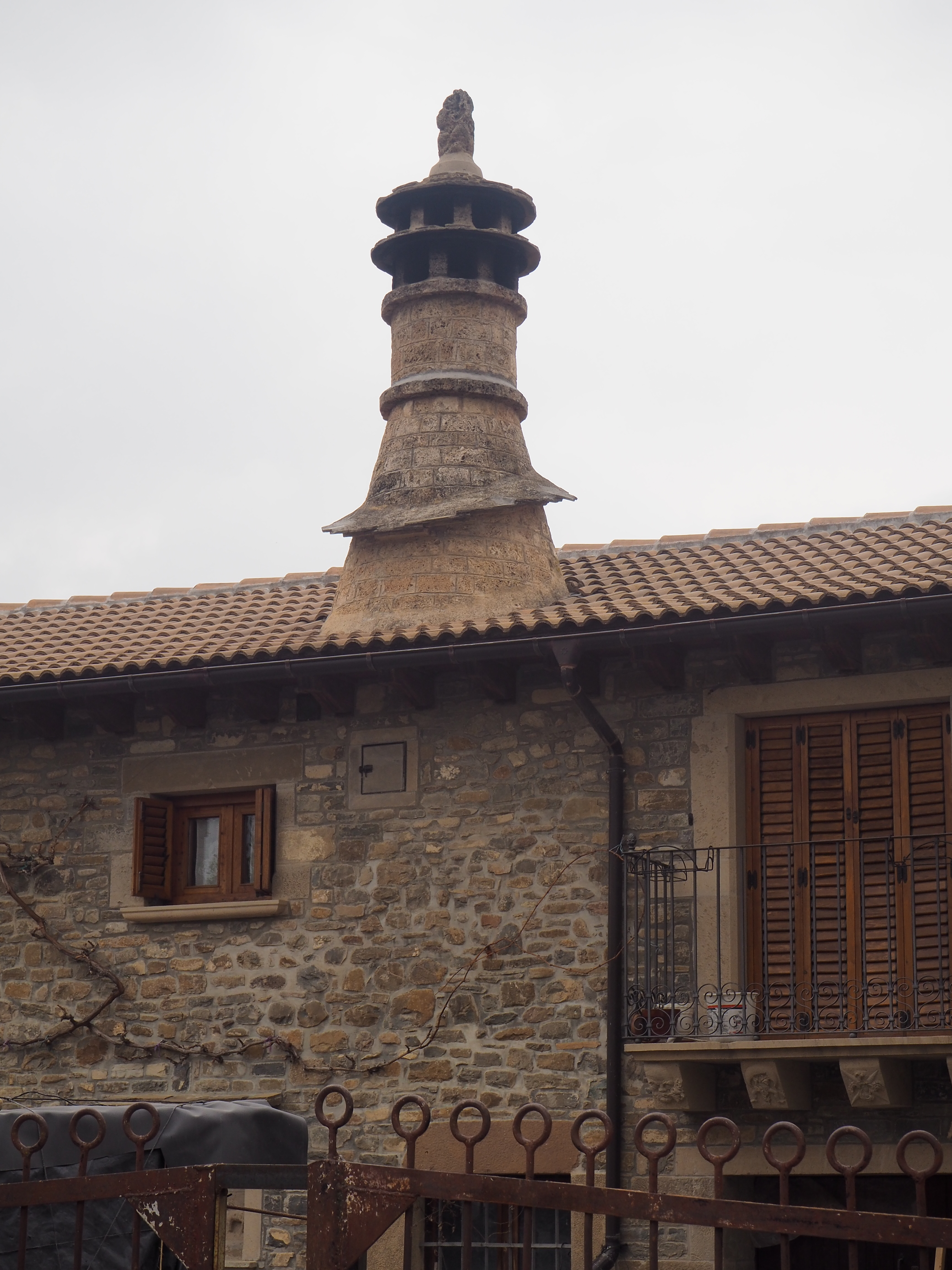
Chimenea con "espantabrujas"

### Arquitectura popular
Se conservan viviendas típicas de la comarca, construidas con sillarejo, cubiertas de losa de las que sobresalen grandes chimeneas troncocónicas rematadas con las características "espantabrujas", Se trata de un elemento de piedra, con frecuencia una cruz, que se consideraba que impedía que las brujas entraran en la vivienda. Pervive el horno municipal para cocer el pan; se trata de un edificio exento, de planta rectangular, con una gran chimenea, que ha sido convenientemente restaurado.

### Ermita de laAsunción
Está dentro del casco urbano. Posiblemente hubo un templo románico, aunque el actual data de 1781. Es un edificio de grandes proporciones para las que suelen ser habituales en las ermitas, tiene una nave sujeta con contrafuertes, cubierta a dos aguas, pórtico de entrada y torre. Conserva dos pinturas del cartujo Manuel Bayeu fechadas en 1792, el mismo año en que pintó al fresco el presbiterio de la catedral de Jaca.

### Crucero
Se encuentra en las afueras, a un kilómetro del pueblo, en el antiguo camino que iba de Jaca a Berdún y que sigue la Ruta Jacobea. Se levanta sobre tres escalones, tiene basa, el fuste de la columna es liso, el capitel es de estilo toscano y sobre él que sea apoya la cruz. En un lado figura el Crucificado, con la inscripción a sus pies "HIS" (Jesús) y en el otro la Virgen Dolorosa. El conjunto está bien ejecutado y su estilo es clasicista.

## Fiestas
- 20 de enero: Hoguera de San Sebastián.
- 15 de agosto: fiestas de la Asunción.
- 30 de noviembre: fiestas de San Andrés, patrón de Abay.